# Haikyū!! Second Season
Haikyū!! Second Season (jap. ハイキュー！！ セカンドシーズン Haikyū!! Sekando Shīzun) – drugi sezon telewizyjnego serialu anime Haikyū!! wyprodukowanego na podstawie mangi autorstwa Haruichiego Furudate o tej samej nazwie, emitowany od 3 października 2015 do 26 marca 2016 na antenach MBS, Tokyo MX, CBC i BS11. Sezon składa się z 25 odcinków, obejmujących tomy od ósmego do połowy siedemnastego (rozdziały 72–149).

## Produkcja i premiera
Pierwsze informacje pojawiły się 19 grudnia 2014, wraz z wydaniem numeru 4-5/2015 magazynu „Shūkan Shōnen Jump”, gdzie podano do informacji, że serial anime otrzyma drugi sezon, natomiast 21 maja 2015 ogłoszono, że premiera odbędzie się w październiku na antenach MBS, Tokyo MX, CBC i BS11, zaś 29 sierpnia poinformowano, że odcinki emitowane będą premierowo na antenie MBS w każdy piątek o 26.58 (czasu japońskiego JST). Data premiery została ujawniona dopiero 28 września, wtedy produkcja ogłosiła, że pierwszy odcinek zostanie wyemitowany 3 października. Dwa dni po emisji na oficjalnej stronie podano do informacji, że drugi sezon składać się będzie z 25 odcinków, podobnie jak pierwszy sezon anime. Ostatni, 25. odcinek został wyemitowany 26 marca 2016.
Ponadto wszystkie odcinki dostępne są również na platformie Crunchyroll oraz Netflix.

### Odcinek specjalny
Odcinek specjalny OVA zatytułowany VS Akaten (jap. VS赤点) został pokazany 3 listopada 2015 podczas festiwalu Jump Festa. 21 grudnia zostało zapowiedziane wydanie na DVD, które zostało wydane 2 maja 2016, wraz z premierą 21. tomu mangi.

## Muzyka

### Opening
- „I'm a Beliver” (jap. アイム・ア・ビリーバー Aimu a Birībā) – Spyair (odc. 1–14)
- „FLY HIGH!!”  – Burnout Syndromes (odc. 15–25)

### Ending
- „Climber” (jap. クライマー Kuraimā) – Galileo Galilei (odc. 1–14)
- „Hatsunetsu” (jap. 発熱) – tacica (odc. 15–25)

## Blu-ray/DVD
Wszystkie odcinki sezonu zostały skompilowane do dziewięciu wydań na Blu-ray i DVD. Pierwszy z nich pojawił się w sprzedaży 20 stycznia 2016, zaś ostatni – 14 września 2016.

### Spis tomów
| Tom | Odcinki   | Data wydania     | Kod         | Kod         |
| Tom | Odcinki   | Data wydania     | Blu-ray     | DVD         |
| --- | --------- | ---------------- | ----------- | ----------- |
| 1   | 1–3 (3)   | 20 stycznia 2016 | TBR-25451D  | TDV-25461D  |
| 2   | 4–6 (3)   | 17 lutego 2016   | TBR-25452D  | TDV-25462D  |
| 3   | 7–9 (3)   | 16 marca 2016    | TBR-25453D  | TDV-25463D  |
| 4   | 10–12 (3) | 20 kwietnia 2016 | TBR-25454D  | TDV-25464D  |
| 5   | 13–15 (3) | 18 maja 2016     | TBR-25455D  | TDV-25465D  |
| 6   | 16–18 (3) | 15 czerwca 2016  | TBR-25456D  | TDV-25466D  |
| 7   | 19–21 (3) | 13 lipca 2016    | TBR-25457D  | TDV-25467D  |
| 8   | 22–23 (2) | 17 sierpnia 2016 | TBR-25458D  | TDV-25468D  |
| 9   | 24–25 (2) | 14 września 2016 | TBR-25459D  | TDV-25469D  |
| OVA | OVA       | 2 maja 2016      | SDVD-908263 | SDVD-908263 |

## Lista odcinków
| №     | #   | Tytuł                                                                        | Reżyseria                         | Scenariusz       | Premiera odcinka                                |
| ----- | --- | ---------------------------------------------------------------------------- | --------------------------------- | ---------------- | ----------------------------------------------- |
| 26    | 1   | Let's Go Tōkyō!! Retsu Gō Tōkyō!! (レッツゴートーキョー！！)                 | Susumu Mitsunaka                  | Taku Kishimoto   | 3 października 2015                             |
| 27    | 2   | Chokusha nikkō (直射日光)                                                    | Yoshitaka Koyama                  | Susumu Mitsunaka | 10 października 2015                            |
| 28    | 3   | Murabito B (村人B)                                                           | Shintarō Nakazawa                 | Susumu Mitsunaka | 17 października 2015                            |
| 29    | 4   | Center Ace Sentā ēsu (センターエース)                                        | Mariko Ishikawa                   | Taku Kishimoto   | 24 października 2015                            |
| 30    | 5   | Yoku (欲)                                                                    | Tomoko Hiramuki Tetsuaki Watanabe | Taku Kishimoto   | 31 października 2015                            |
| 31    | 6   | Tempo Tenpo (テンポ)                                                         | Hirotaka Mori                     | Taku Kishimoto   | 7 listopada 2015                                |
| 32    | 7   | Tsuki no de (月の出)                                                         | Shintarō Itoga                    | Taku Kishimoto   | 14 listopada 2015                               |
| 33    | 8   | Genkaku Hero Henkaku hīrō (幻覚ヒーロー)                                     | Masako Satō                       | Taku Kishimoto   | 21 listopada 2015                               |
| 34    | 9   | VS Kasa (VS 傘)                                                              | Shintarō Itoga                    | Taku Kishimoto   | 28 listopada 2015                               |
| 35    | 10  | Haguruma (歯車)                                                              | Shintarō Nakazawa                 | Taku Kishimoto   | 5 grudnia 2015                                  |
| 36    | 11  | Ue (上)                                                                      | Tetsuaki Watanabe                 | Taku Kishimoto   | 12 grudnia 2015                                 |
| 37    | 12  | Shiai kaishi!! (試合開始！！)                                                | Itsurō Kawasaki                   | Takuya Satō      | 19 grudnia 2015                                 |
| 38    | 13  | Simple de junsiuna chikara Shinpuru de junsuina chikara (シンプルで純粋な力) | Yūsuke Sunouchi                   | Takuya Satō      | 26 grudnia 2015                                 |
| 39    | 14  | Sodachi zagari (育ち盛り)                                                    | Kōji Komurakata                   | Taku Kishimoto   | 9 stycznia 2016                                 |
| 40    | 15  | Asobiba (アソビバ)                                                           | Tetsuaki Watanabe                 | Taku Kishimoto   | 16 stycznia 2016                                |
| 41    | 16  | Tsugi e (次へ)                                                               | Shintarō Itoga                    | Taku Kishimoto   | 23 stycznia 2016                                |
| 42    | 17  | Konjounashi no tatakai (根性無しの戦い)                                      | Yūsuke Kaneda                     | Taku Kishimoto   | 30 stycznia 2016                                |
| 43    | 18  | Haibokusha-tachi (敗北者達)                                                  | Takashi Andō                      | Taku Kishimoto   | 6 lutego 2016                                   |
| 44    | 19  | Teppeki wa nando demo kizukareru (鉄壁は何度でも築かれる)                    | Masako Satō                       | Taku Kishimoto   | 13 lutego 2016                                  |
| 45    | 20  | Fusshoku (払拭)                                                              | Shintarō Nakazawa                 | Taku Kishimoto   | 20 lutego 2016                                  |
| 46    | 21  | Kowashiya (壊し屋)                                                           | Shintarō Itoga                    | Taku Kishimoto   | 27 lutego 2016                                  |
| 47    | 22  | Moto okubyōmono no tatakai (元臆病者の戦い)                                  | Yūsuke Kaneda                     | Taku Kishimoto   | 5 marca 2016                                    |
| 48    | 23  | Team Chīmu (チーム)                                                          | Tetsuaki Watanabe                 | Taku Kishimoto   | 12 marca 2016                                   |
| 49    | 24  | Zettai limit switch Zettai rimittosuitchi (絶対リミットスイッチ)             | Susumu Mitsunaka                  | Taku Kishimoto   | 19 marca 2016                                   |
| 50    | 25  | Sensen fukoku (宣戦布告)                                                     | Yumi Kamakura                     | Taku Kishimoto   | 26 marca 2016                                   |
| OVA 2 | OVA | VS Akaten (VS赤点)                                                           | Shintarō Nakazawa                 | Taku Kishimoto   | 3 listopada 2015 (Jump Festa) 2 maja 2016 (DVD) |